# Донцов, Александр Иванович
Алекса́ндр Ива́нович Донцо́в (15 октября 1949, Львов, Украинская ССР, СССР — 8 марта 2023, Москва, Россия) — советский и российский психолог, декан факультета психологии МГУ (2000—2006), академик РАО (1995), доктор психологических наук (1989), профессор (1989), заслуженный профессор МГУ (2002).

## Биография
Родился 15 октября 1949 года во Львове, в семье экономиста Ивана Ивановича Донцова и учительницы русского языка и литературы Марии Алексеевны Донцовой, в значительной степени повлиявших на формирование и становление интеллектуальных способностей и интересов сына. Окончил среднюю физико-математическую школу № 52 во Львове.
В 1967 году поступил на факультет психологии МГУ, который окончил в 1972 году.
Большое влияние на научное становление Донцова А. И. как исследователя, оказали профессора МГУ имени М. В. Ломоносова: А. Н. Леонтьев, А. Р. Лурия, Б. В. Зейгарник, П. Я. Гальперин, Г. М. Андреева и другие известные учёные московской психологической школы.
С 1972 года по 1975 год проходил обучение по кафедре социальной психологии в очной аспирантуре факультета психологии МГУ.
По окончании аспирантуры в 1975 году защитил кандидатскую диссертацию на тему «Теоретические принципы и опыт экспериментального исследования групповой сплочённости», под научным руководством Г. М. Андреевой.
С 1975 по 1989 годы работал и преподавал на факультете психологии МГУ в должностях ассистента, преподавателя, старшего преподавателя, доцента кафедры социальной психологии.
В 1988 году защитил докторскую диссертацию на тему «Психологические основы интеграции коллектива». Научный консультант — Г. М. Андреева.
В 1989 году ему присвоено учёное звание профессора, в 2002 году — почётное звание «Заслуженный профессор Московского университета».
Заведующий кафедры социальной психологии факультета психологии МГУ (1989―2006). Декан факультета психологии МГУ (2000—2006).
С 2006 года работал в должности профессора кафедры социальной психологии факультета психологии МГУ имени М. В. Ломоносова.
С 1989 года являлся членом диссертационного совета ВАК РФ по психологическим наукам при Военном университете Министерства обороны Российской Федерации.
С 1990 года — член Европейской ассоциации экспериментальной социальной психологии.
В 1992 году избран членом-корреспондентом, а в 1995 году — академиком (действительным членом) Российской академии образования. В 2014 году он исполнял обязанности академика-секретаря отделения психологии и возрастной физиологии РАО.
С 2001 года являлся членом президиума РПО, а в 2001—2007 годах был президентом Российского психологического общества.
Многие годы выступал в качестве члена, заместителя председателя и председателя различных диссертационных советов по психологическим и другим наукам на факультете психологии и других факультетах МГУ.
С 1993 года являлся членом ВАК РФ по педагогике и психологии, а с 2017 года — председателем экспертного совета по педагогике и психологии Высшей аттестационной комиссии РФ.
Много лет был членом редакционных коллегий ряда ведущих профильных научных журналов: «Вопросы психологии» (с 1997 года), «Развитие личности / Development of personality» (с 2000), «Социальная психология и общество» (с 2010), «Российский психологический журнал» (с 2014), «Вестник Московского университета. Серия 14. Психология» (с 2017), "Вестник Ярославского государственного университета имени П. Г. Демидова. Серия «Гуманитарные науки» (с 2020) и др.
В 2019 году награждён золотой медалью «За достижения в науке» РАО, Почетной грамотой президиума Российского психологического общества, медалью Л. С. Выготского Министерства просвещения РФ, Благодарностью ректора МГУ имени М. В. Ломоносова.
Важной стороной профессиональной деятельности А. И. Донцова, наряду с научной, являлась педагогическая работа. Он многие годы на факультете психологии МГУ имени М. В. Ломоносова вёл курсы лекций: «Социальная психология», «Психология общения», «Психология конфликта», «Психология малых групп», «Психология массового сознания», «Психология мифа», «Методологические проблемы современной социальной психологии» и др.
Многократно выступал с лекциями в ведущих европейских университетах Франции, Испании, Германии, Венгрии, а также в разных странах СНГ.
Скончался 8 марта 2023 года в Москве на 74-м году жизни. Причиной смерти стало онкологическое заболевание.
Похоронен в Москве на Новодевичьем кладбище рядом с родителями жены (место 7-20-7).

### Семья
- Жена: Агриппина Аркадьевна Васильева (в замужестве — Донцова, псевдоним — Дарья Донцова; род. 7 июня 1952), известная российская писательница.

Дети:
- - Пасынок — Аркадий Дмитриевич Васильев (род. 29 сентября 1972)
  - Сын от первого брака — Дмитрий Александрович Донцов (род. 22 апреля 1974)
  - Мария Александровна Донцова (род. 6 сентября 1986)

## Научная деятельность
С 1970-х годов Александр Иванович Донцов активно осуществляет научно-исследовательскую работу в ключевых областях социально-психологического научно-экспериментального знания.
Основная область научных интересов А. И. Донцова — психология малых групп и коллективов, психология межличностных отношений, психология массового сознания, социальная психология личности, психология конфликта, психология социальных эмоций, психология безопасности личности и общества.
Донцов А. И. — автор концепции интеграции малой функциональной группы, разработчик подхода к анализу межличностного конфликта, предложил новый взгляд на проблему социального влияния меньшинства, сформулировал закономерности массового сознания. Является создателем научно-экспериментальной теории мотивационно-ценностного и функционально-деятельностного единства коллектива, которая имеет свою интегрированность в содержательные и процессуальные теории мотивации, подходы в области корпоративной (организационной) культуры, практики группообразования, группового сплочения, коучинга и мн. др. Наряду с этим является заметным автором-разработчиком проблематики социальных эмоций, включая современный период развития научного знания об этих комплексных вопросах. Также выступает в качестве одного из видных современных исследователей психосоциальных и политико-экономических аспектов безопасности личности, общества и государства.
Донцов А. И. в качестве научного руководителя много десятков лет плодотворно работает со студентами и аспирантами, — руководит курсовыми, дипломными, магистерскими и диссертационными работами.
Под его научным руководством и научным консультированием успешно защищено 20 диссертаций по психологическим наукам, на соискание учёной степени кандидата и доктора психологических наук по специальности «Социальная психология» (19.00.05).
А. И. Донцов — автор и соавтор более 240 научных, научно-методологических, научно-экспериментальных, научно-эмпирических, учебных и учебно-методических опубликованных трудов по различным отраслям психологии, прежде всего — по социальной психологии (см. далее, ниже, основные работы в рубрике «Публикации»).

## Награды, звания и премии
Государственные награды Российской Федерации
- Медаль ордена «За заслуги перед Отечеством» II степени (2005) — за выдающийся вклад в развитие отечественного образования и многолетнюю научно-преподавательскую деятельность[18]

Награды министерств и ведомств Российской Федерации
- Медаль К. Д. Ушинского (2003)[19]
- Медаль имени Л. С. Выготского Российской академии образования (2014)[20]
- Медаль Министерства обороны РФ «Генерал армии Комаровский» (2016)[21]
- Знак «За содействие МВД России» (2017)[22]
- Медаль Л. С. Выготского (2019)[23]

Награды общественных организаций
- Общенациональная премия «Профессор года» в номинации «Заслуженный профессор» (2019)[24]

Почётные звания
- Почётное звание «Заслуженный профессор Московского государственного университета» (2002)[25]

## Публикации
На ноябрь 2020 года, согласно библиографической системе «Истина», А. И. Донцов является автором 248 научных публикаций. Ниже перечислены основные книги А. И. Донцова:

### Учебники и учебные пособия
- Социальная психология в современном мире. Учебное пособие для вузов / ред. Г. М. Андреева, А. И. Донцов. — Москва: Аспект Пресс, 2002. — 335 с.
- Донцов А. И. Проблема социальной группы в зеркале этнопсихологии // Этнопсихология. Учебник для Вузов / сост. Т. Г. Стефаненко. — Москва: Аспект Пресс, 2004.
- Психология безопасности. Учебное пособие для академического бакалавриата / А. И. Донцов, Ю. П. Зинченко, О. Ю. Зотова, Е. Б. Перелыгина. — Москва: Юрайт, 2019. — 276 с.
- Психологическая безопасность личности. Учебник и практикум для бакалавриата, специалитета и магистратуры / А. И. Донцов, Ю. П. Зинченко, О. Ю. Зотова, Е. Б. Перелыгина. — Москва: Юрайт, 2019. — 222 с.
- Зинченко Ю. П., Донцов А. И., Зотова О. Ю., Перелыгина Е. Б. Психологическая безопасность личности. Учебник и практикум. 1-е изд. — Сер. 76 Высшее образование. — М.: Издательство Юрайт, 2020. ‒ 222 с.
- Зинченко Ю. П., Донцов А. И., Зотова О. Ю., Перелыгина Е. Б. Психология безопасности. Учебное пособие. 1-е изд. ‒ Сер. 76 Высшее образование. — М.: Издательство Юрайт, 2020. ‒ 276 с.

### Хрестоматии (главы в хрестоматиях)
- Донцов А. И. Личность в группе: проблема сплочённости; О понятии «группа» в социальной психологии // Социальная психология. Хрестоматия / сост. Е. П. Белинская, О. А. Тихомандрицкая. — Москва: Аспект Пресс, 2003. — С. 175–182, 229–241.
- Донцов А. И. Деятельность совместная; Взаимодействие межличностное; Динамика групповая; Единство предметно-ценностное; Интеграция групповая; Конформность; Совместимость межличностная; Согласие групповое; Сплочённость групповая // Социальная психология. Словарь / ред. М. Ю. Кондратьев. — Москва: ПЕР СЭ, 2005. — С. 175–182, 229–241.
- Донцов А. И., Стефаненко Т. Г., Дубовская Е. М., Жуков Ю. М. Социальные стереотипы: вчера, сегодня, завтра; Группа — коллектив — команда. Модели группового развития // Социальная психология. Хрестоматия / сост. Е. П. Белинская, О. А. Тихомандрицкая. — 2-е изд. — Москва: Аспект Пресс, 2012. — С. 170–179, 214–225.

### Монографии (коллективные монографии)
- Донцов А. И. Проблемы групповой сплочённости. — Москва: МГУ, 1979. — 126 с.
- Донцов А. И. Психологическое единство коллектива. — Москва: Знание, 1982. — 163 с.
- Донцов А. И. Психология коллектива. Методологические проблемы исследования. — Москва: МГУ, 1984. — 208 с.
- Донцов А. И., Емельянова Т. П. Концепция социальных представлений в современной французской психологии. — Москва: МГУ, 1987. — 127 с.
- Межличностное восприятие в группе / науч. ред. Г. М. Андреева, А. И. Донцов. — Москва: МГУ, 1991. — 205 с.
- Донцов А. И., Овчаренко А. Н. Экономические результаты рекламной восприимчивости. — Москва: Эксмо, 2007. — 657 с.
- Донцов А. И., Перелыгина Е. Б. Социальная стабильность: от психологии до политики. — Москва: Эксмо, 2011. — 544 с.
- Зинченко Ю. П., Донцов А. И., Перелыгина Е. Б., Зотова О. Ю. Макропсихологические аспекты безопасности России. — Москва: ОПТИМ ГРУПП, 2012. — 664 с.
- Донцов А. И. Феномен зависти. Homo invidens? — Москва: Эксмо, 2014. — 512 с.
- Донцов А. И., Перелыгина Е. Б., Зотова О. Ю., Тарасова Л. В., Веракса А. Н., Рикель А. М. Доверие и субъективное благополучие как основание психологической безопасности современного общества. — Екатеринбург: Гуманитарный университет, 2018. — 578 с.
- Донцов А. И., Донцов Д. А. Родословная советского коллектива. — Москва: АСТ, 2019. — 320 с.
- Перелыгина Е. Б., Донцов А. И., Зотова О. Ю., Тарасова Л. В., Мостиков С. В., Сюткина Е. Н., Белоусова Н. А., Солодухина О. С. Психологическая безопасность как интегральный показатель формирования этнической идентичности в межнациональном взаимодействии россиян. Монография. — Екатеринбург: АНО ВО «Гуманитарный университет», 2020. ‒ 813 с.